# Redux (JavaScript函式庫)
Redux一个用于应用程序状态管理的开源JavaScript库。Redux经常与React搭配运用，但其也可以独立使用。

## 历史
Redux由Dan Abramov与 Andrew Clark于2015年创建。Redux是由Facebook的Flux演变而来，并受到了函数式编程语言Elm的启发。
截止2022年7月21日，Redux在Github上的加星数量为58.4k，并有超过916个贡献者、15.2k次复刻。